# Joran van der Sloot
Joran Andreas Petrus van der Sloot (Arnhem, 6 de agosto de 1987) es un asesino, extorsionador y estafador neerlandés condenado a prisión por el asesinato en el Perú de Stephany Flores. Además, fue acusado en Estados Unidos de fraude telefónico y extorsión de información sobre el paradero de Natalee Holloway, quien desapareció en Aruba el 30 de mayo de 2005.
Desde un principio, fue el principal sospechoso del asesinato de Stephany Tatiana Flores Ramírez, quien murió el 30 de mayo de 2010 en Lima, Perú, exactamente 5 años después de la desaparición de Holloway. Van der Sloot fue detenido el 3 de junio de 2010 en Chile y fue deportado a Perú al día siguiente.
Mientras estaba bajo custodia en Perú, el 7 de junio de 2010, confesó el crimen.
Fue sentenciado a 28 años de cárcel el 13 de enero de 2012 por el asesinato de Stephany Flores. El 6 de junio del 2023, en el marco de cooperación entre los sistemas de justicia entre Perú y Estados Unidos, el neerlandés fue trasladado desde el penal de Challapalca por personal del INPE y de la Policía Nacional del Perú para ser entregado a la Interpol y FBI, como parte del proceso de investigación por la presunta comisión de los delitos de extorsión y estafa en agravio de la ciudadana norteamericana Elizabeth Ann Holloway (madre de Natalee Holloway). En octubre de 2023, fue sentenciado a 20 años por extersionar a la familia Holloway y confesó ser el autor del asesinato de Natalee Holloway en 2005.

## Desaparición de Natalee Holloway

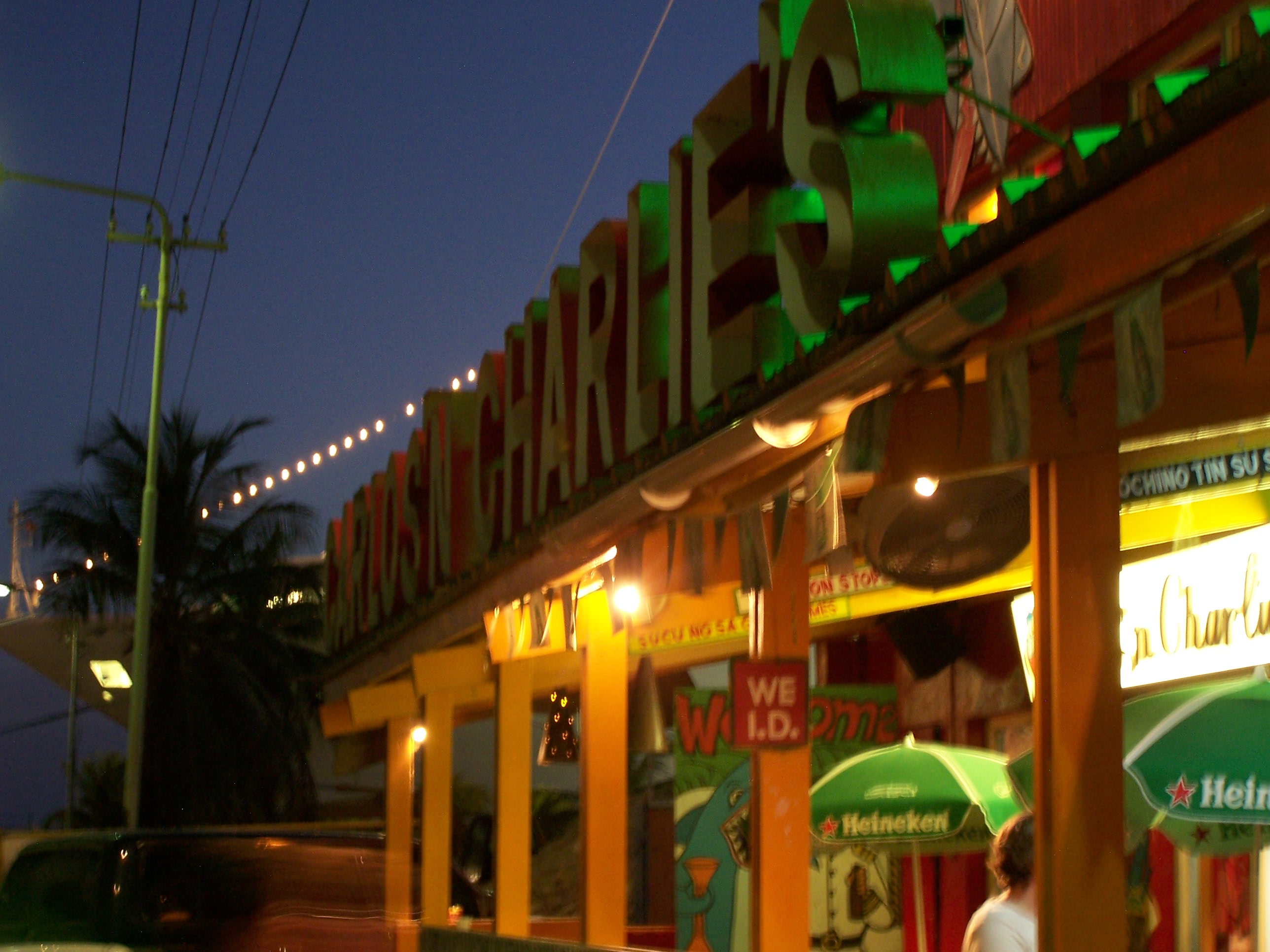
Carlos'n Charlie's, donde Holloway fue vista por última vez con Van der Sloot, en Oranjestad (Aruba).

Van der Sloot y los hermanos Deepak Kalpoe (21 años) y Satish Kalpoe (18 años), fueron arrestados el 9 de junio de 2005, como sospechosos en la desaparición de la estadounidense Natalee Holloway, ocurrida el 30 de mayo de 2005. Los hermanos Kalpoe fueron liberados de custodia el 14 de julio de 2005. Pero fueron detenidos nuevamente el 26 de agosto de 2005, bajo sospecha de violación y asesinato, mientras Van der Sloot permaneció en custodia todo el tiempo. Sin embargo, y debido a la falta de evidencia, Van der Sloot y los Kalpoe fueron liberados el 3 de septiembre de 2005. Desde el 6 de septiembre de 2005, Van der Sloot residió en los Países Bajos mientras asistía a la universidad. Cuando fue liberado, fue obligado a permanecer en territorio neerlandés, bajo investigación pendiente. El 14 de septiembre de 2005, sin embargo, un tribunal superior retiró cualquier restricción sobre él.

### Apariciones en la televisión neerlandesa
En febrero de 2008, un vídeo realizado en encubierto por el reportero Peter R. de Vries fue transmitido por un espectáculo de la televisión neerlandesa, en este se muestra a Van der Sloot fumando marihuana y admitiendo estar presente durante la muerte de Natalee Holloway. El programa fue visto por siete millones de espectadores en los Países Bajos y fue el programa no deportivo más popular en la historia de la televisión neerlandesa.
Patrick van der Eem (que colaboró de encubierto para De Vries) se había hecho amigo de Van der Sloot, quien no sabía que estaba siendo grabado, entonces aseguró que Natalee había sufrido algún tipo de convulsiones mientras estaban en la playa. Después de no poder reanimarla, dijo que llamó a un amigo llamado Daury, que lo ayudó a cargarla en un bote y arrojar su cadáver al mar. El fiscal de Aruba determinó que el video era admisible. Pero la evidencia fue finalmente considerada insuficiente para justificar la nueva detención. A pesar de que la confesión grabada parecía inculparlo, Van der Sloot argumentó que estaba mintiendo para impresionar a Van der Eem, a quien él creía era un traficante de drogas.
En noviembre de 2008, De Vries transmitió un nuevo material grabado de encubierto, donde se observa a Van der Sloot haciendo preparativos para un supuesto negocio de tráfico sexual de mujeres tailandesas desde Bangkok. De Vries afirmó que Van der Sloot ganaba USD 13 000 por cada mujer vendida para la prostitución en los Países Bajos.

### Participación de su padre en el caso
Paul van der Sloot, el padre de Joran, un abogado que se estaba preparando para ser juez en Aruba, fue detenido en junio de 2005 por su presunta implicación en el caso y fue puesto en libertad después de tres días de interrogatorios. De acuerdo con el fiscal superior de Aruba, uno de los hermanos Kalpoe dijo a los investigadores que Paul les advirtió que, sin un cadáver, la Policía no tendría ningún caso que investigar: «No body, no case (sin cuerpo, no hay caso)». Paul discutió la posibilidad de que su hijo vendiese a Holloway a un traficante de blancas, en lugar de haberla matado. Esta conversación fue grabada y recibió diversas opiniones de autenticidad por los expertos. El 11 de febrero de 2010, Paul murió de un ataque al corazón, a la edad de 57 años, mientras jugaba al tenis.

### Cargos de extorsión
El 3 de junio de 2010, Van der Sloot fue acusado en la Corte Distrital del norte de Alabama (Estados Unidos) por fraude electrónico y extorsión por la cantidad de 250 000 dólares. Alrededor del 29 de marzo de 2010, se había contactado con un representante de la madre de Natalee Holloway, Beth Twitty, con la oferta de revelar la localización del cuerpo de su hija y las circunstancias que rodearon su muerte, si es que se le daba un anticipo de 25 000 dólares de un total de 250 000 dólares. Twitty notificó a la Oficina Federal de Investigaciones (FBI) de la extorsión. En la denuncia penal presentada ante el tribunal se alegó que el 10 de mayo la cantidad de 15 000 dólares había sido abonada electrónicamente desde Alabama a los Países Bajos. Esto siguió a un pago en efectivo de USD 10 000 a Van der Sloot, el mismo día, y fue grabado en vídeo por investigadores encubiertos en Aruba. Van der Sloot supuestamente usó el dinero para financiar su viaje a Lima, Perú. Las autoridades determinaron que la información que ofreció a cambio resultó falsa. El procurador de Estados Unidos, Joyce Vance, emitió una orden de detención vía Interpol en un esfuerzo por procesar a Van der Sloot en los Estados Unidos. El 4 de junio, a petición del Departamento de Justicia de Estados Unidos, las autoridades allanaron y confiscaron los artículos de dos viviendas en los Países Bajos, una de ellas perteneciente al reportero Jaap Amesz, el cual había entrevistado previamente a Van der Sloot y declaró tener conocimiento de sus actividades delictivas. La Policía en Aruba está preparando nuevas búsquedas en la isla, cerca del hotel donde fue vista Holloway por última vez y en un embalse en la zona de Monserat.

## Muerte de Stephany Flores

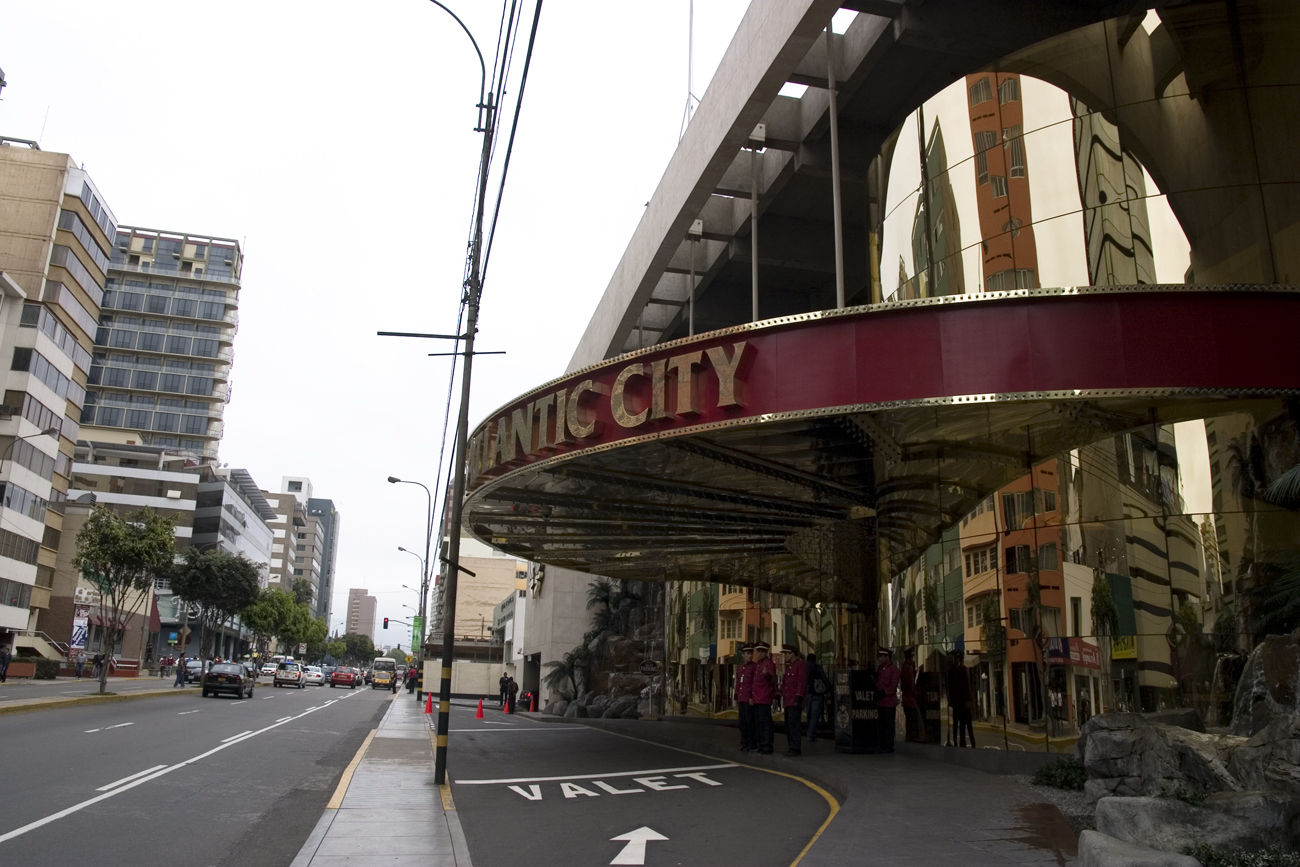
Casino Atlantic City en Lima, donde Van der Sloot y Stephany Flores fueron grabados juntos por una cámara de vigilancia.

El 30 de mayo de 2010, en el quinto aniversario de la desaparición de Holloway, la joven Stephany Tatiana Flores Ramírez (de 21 años) falleció en el Hotel TAC del distrito de Miraflores, en Lima, Perú. El 2 de junio (3 días después), su cuerpo golpeado fue encontrado por una empleada del hotel en la habitación 309, la cual estaba registrada a nombre de Van der Sloot. Él se había marchado sin devolver la llave de la habitación y dejando la televisión sonando a todo volumen. Según los investigadores peruanos, Flores Ramírez sufrió golpes con un objeto romo en la cabeza, los que le ocasionaron una hemorragia cerebral y la fractura del cuello. Una raqueta de tenis, identificada como el arma homicida, se recuperó de la habitación. Un empleado y el cantante panameño Roberto Blades, quien estaba de paso por Lima y se hospedaba en el mismo hotel, declararon que vieron a Van der Sloot y a la víctima entrar en la habitación del hotel. 
La Policía tenía en posesión un vídeo de los dos juntos la noche anterior, jugando póker en el casino Atlantic City de Miraflores, Lima. Van der Sloot había ingresado a Perú vía Colombia, el 14 de mayo de 2010, para asistir al Latin American Poker Tour.
Stephany Tatiana Flores Ramírez era una estudiante de Economía en la Universidad de Lima y era la hija de Ricardo Flores, expresidente del Automóvil Club del Perú y ganador del rali de los Caminos del Inca en 1991. Un prominente y conocido empresario, organizador de espectáculos, que fue candidato a vicepresidente en 2001 y para presidente cinco años más tarde. Ricardo Flores dijo que la policía encontró drogas del sueño en el coche de su hija, el cual condujo Van der Sloot para abandonarlo a unas cincuenta cuadras del hotel donde la había asesinado, y los cerca de cinco mil soles que Stephany Flores había ganado en el casino habían desaparecido. Después de que Stephany fuera reportada como desaparecida por su familia, la policía recuperó la cinta de vigilancia del hotel y obtuvo el nombre de Van der Sloot y su número de documento de identidad. La cuñada de Stephanie descubrió los antecedentes de Van der Sloot en una búsqueda en Google, una hora antes de que su cuerpo fuera encontrado.

### Investigación de homicidio
Los funcionarios peruanos señalaron a Van der Sloot como el principal sospechoso en la investigación del asesinato. Interpol emitió una orden de arresto internacional para Van der Sloot, creyendo que había huido a Chile con rumbo a Argentina. Van der Sloot fue avistado entrando en Chile por el cruce de frontera de Chacalluta (al norte de Arica), el 31 de mayo de 2010. Fue arrestado cerca de Curacaví por la Policía de Investigaciones de Chile, el 3 de junio de 2010, mientras viajaba en un taxi rentado en la ruta 68 de la ciudad costera de Viña del Mar con dirección hacia la capital, Santiago. Posteriormente, fue transportado por un avión militar chileno a Arica y entregado a las autoridades peruanas en el cruce fronterizo de Chacalluta, el 4 de junio de 2010.

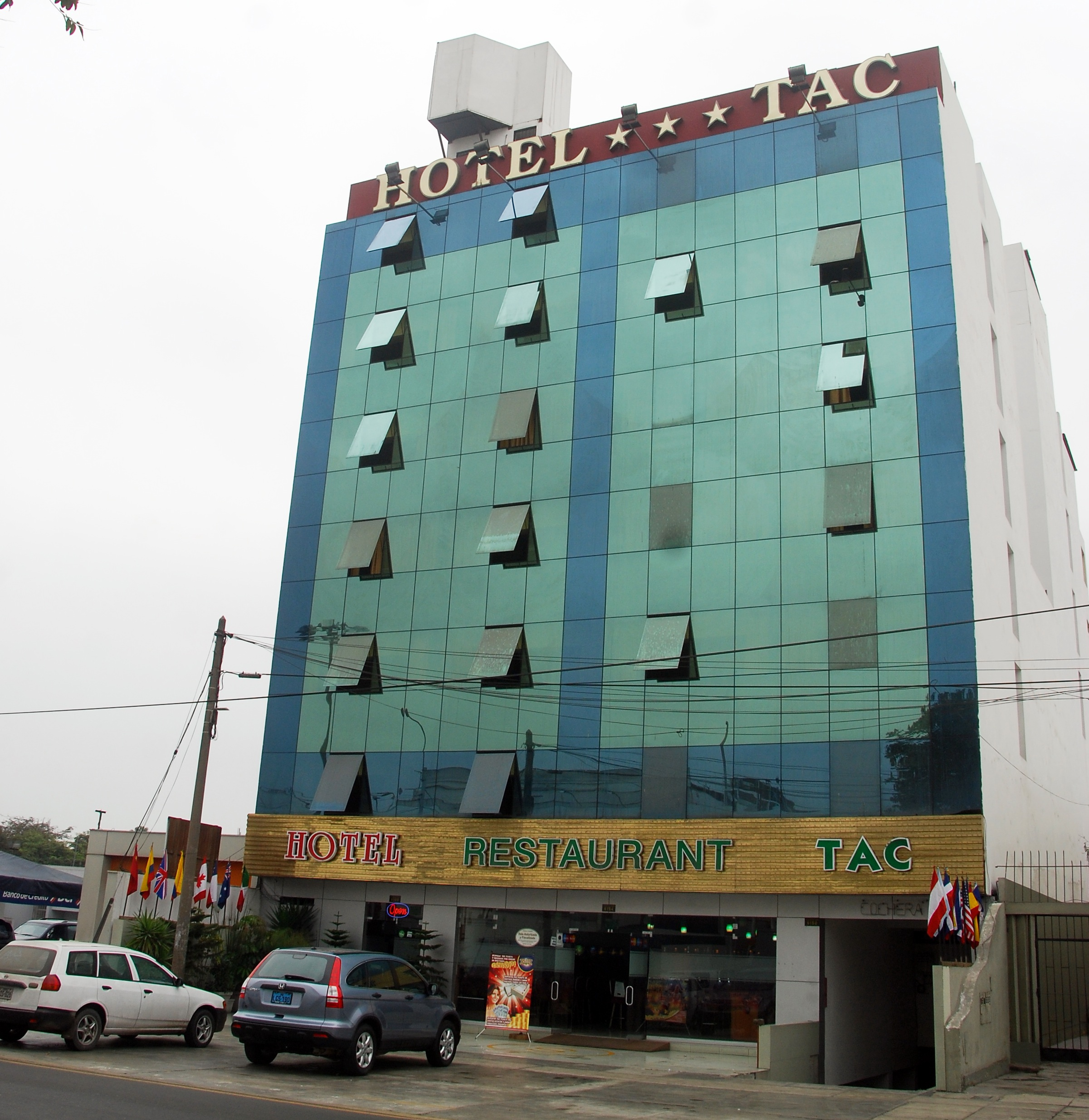
Hotel TAC en Lima, Perú, donde fue encontrada muerta Stephany Flores en la habitación de Joran Van der Sloot.

Van der Sloot llegó a la jefatura de Policía de Lima, el 5 de junio, donde fue interrogado de inmediato sobre la muerte, mientras era representado por un abogado designado por el Estado. El consulado neerlandés le concedió un abogado para su defensa. Se le permitió ponerse en contacto con su madre y estuvo detenido en una celda del séptimo piso, donde se le alimentaba con las mismas comidas que los agentes de policía recibían durante el servicio. Van der Sloot fue puesto por los guardias bajo vigilancia de alerta de suicidio después de que se golpeara deliberadamente la cabeza contra una pared.
La Policía publicó un vídeo de seguridad del Hotel TAC, donde se podía ver a Van der Sloot entrar junto con Flores Ramírez y dejando más tarde el hotel a solas con sus maletas. El médico forense adjunto de Lima, Dr. César Tejada, dijo que los resultados del examen para detectar la presencia de drogas se conocerían dos semanas después. La autopsia descartaba que Flores Ramírez hubiera tenido relaciones sexuales antes de su muerte, o que estuviese bajo la influencia de alcohol suficiente para impedirle resistir un ataque.
La Policía peruana comunicó a la prensa que Van der Sloot había confesado ser el asesino de Stephany Flores. Lo que habría originado este suceso fue que Van der Sloot encontrara a la joven revisando su computadora portátil, en la cual encontró información detallada sobre la desaparición de Holloway, y esto llevó a que, envuelto en ira, se desatara una acalorada discusión que terminó con la vida de la joven.

### Confesión y recreación de la escena del crimen
El 7 de junio de 2010, un funcionario del Gobierno peruano informó que Van der Sloot había confesado haber matado a Flores Ramírez. De acuerdo con un experto en la legislación peruana, la confesión se ajustaba a una estrategia de defensa para tratar de obtener una condena reducida por homicidio involuntario, que se castiga con seis a veinte años de prisión, mientras que una condena por asesinato premeditado podría resultar en hasta treinta y cinco años de prisión. Perú no interpone la cadena perpetua o pena de muerte por asesinato. La cadena perpetua solo es viable en los casos de robo agravado (asesinato por robar).
El 8 de junio, los investigadores peruanos se llevaron a Van der Sloot a la habitación del hotel con el propósito de hacer la recreación de la escena del crimen. Allí, este relató que dejó brevemente el hotel para tomar un café y cuando volvió, se encontró con Stephany Flores usando su portátil sin su permiso. Ella había encontrado información que lo vinculaba a la desaparición de Holloway y trató de irse antes de que tuvieran una discusión. Van der Sloot dijo: «Yo no quería hacerlo. La chica se introdujo en mi vida privada... ella no tenía ningún derecho. Me acerqué a ella y me golpeó. Estaba asustada, discutimos y trató de escapar. La agarré por el cuello y la golpeé». También declaró que estaba bajo el efecto de la marihuana en ese momento.

### Reacción pública
La opinión pública en Perú fue alimentada por los medios de comunicación locales y una buena parte de los medios extranjeros, llamando a Van der Sloot «monstruo», «asesino en serie» y «psicópata». La controversia puso de relieve los casos de otras mujeres muertas a manos de extranjeros. El Consulado de los Países Bajos expresó su disconformidad al Gobierno del Perú por la manera en que Van der Sloot fue presentado a los medios de comunicación. El presidente del Perú, Alan García Pérez, dijo que Van der Sloot tendría que enfrentar un juicio por asesinato antes de que cualquier solicitud de extradición fuera considerada.

### Investigación y juicio

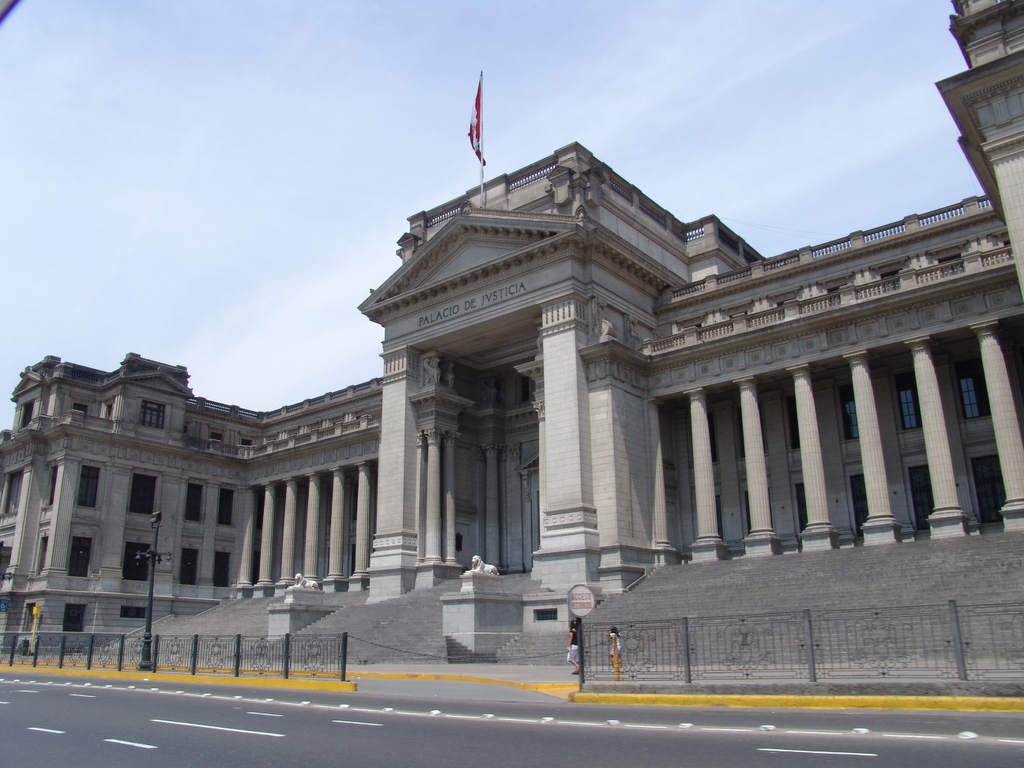
El Palacio de Justicia de Lima, donde Van der Sloot fue acusado de asesinato.

El 8 de junio de 2010, la prensa internacional informó que Van der Sloot había confesado el asesinato de Flores. El móvil del asesinato habría sido que Flores habría descubierto en la computadora portátil de Van der Sloot una posible implicación de este en la desaparición de Natalee Holloway. De acuerdo con un experto en derecho penal peruano, Van der Sloot hizo la confesión para obtener una rebaja de la pena al convertirla de asesinato a homicidio, con pena de prisión de entre seis y veinte años, en lugar de hasta treinta y cinco años en el asesinato.
El 10 de junio de 2010, un tribunal peruano decidió que también fuera enjuiciado por asesinato premeditado y hurto por el robo de más de 8100 euros y una serie de tarjetas de crédito de Flores. Van der Sloot fue trasladado el mismo día a la tristemente célebre prisión Miguel Castro Castro, en el distrito de San Juan de Lurigancho, Lima, donde purgan condena los criminales más avezados. Asimismo, su abogado consideró que la anterior confesión de Van Der Sloot debería declararse nula porque no había ningún abogado presente durante el interrogatorio. Sin embargo, en la declaración firmada de Joran, se deja constancia de que había presentes un abogado y un traductor de la embajada neerlandesa. 
Ante periodistas neerlandeses, Van der Sloot dijo que, debido a falsas promesas de la Policía peruana, tuvo que firmar una confesión y que estaba muy ansioso y confundido durante los interrogatorios producto del pánico, y que firmó el documento sin conocer con exactitud su contenido, según el diario The Guardian. 
Según los psicólogos en la investigación del asesinato, Van der Sloot poseía tendencias psicópatas, y lo describían como frío, calculador e indiferente a la vida humana. 
El juicio se retrasó debido a que el abogado de Van der Sloot, Máximo Altez, justo antes de la primera sesión, decidió no defenderlo, ya que no se pusieron de acuerdo en sus honorarios, por lo que tuvo que conseguir un nuevo defensor. 
La Fiscalía pidió en Perú el 27 de agosto de 2011 una pena de prisión de 30 años contra Van der Sloot. Poco después, en la televisión peruana, se mostraba un video en el que Van der Sloot confesaba haber matado a Stephany Flores.
Finalmente, el 6 de enero de 2012, se inició el proceso penal. Van der Sloot estuvo presente y solicitó al juzgado unos días para examinar junto con su abogado si se declaraba inocente o culpable. 
El 11 de enero de 2012, ante las magistradas de la Tercera Sala Penal para Reos en Cárcel de Lima, Joran Van der Sloot se declaró culpable de la muerte de Stephany Tatiana Flores Ramírez y aceptó los cargos en su contra, acogiéndose a la conclusión anticipada del proceso.

### Condena
El 13 de enero de 2012, se dictó la sentencia por el asesinato de Stephany Flores Ramírez en la ciudad de Lima. Joran Van der Sloot fue por la misma condenado a 28 años de cárcel, la cual se cumplirá en junio de 2038, además del pago de una reparación civil de más de S/200 000 (aprox. USD 74 000).
Sus abogados no apelaron la sentencia al considerar que el hecho de haberse acogido a la confesión sincera lo salvaba de una condena a cadena perpetua, ya que, debido a los beneficios obtenidos por haberse acogido a la conclusión anticipada del proceso, podría salir en libertad condicional al cumplir por lo menos ocho años de prisión. La noticia de su condena hizo eco en los diarios estadounidenses, así como en los neerlandeses.
 Horas después de conocerse la sentencia, Van der Sloot fue trasladado al penal de máxima seguridad Piedras Gordas, ubicado en Ancón, al norte de Lima. En agosto de 2014, luego de agredir a otro interno en Piedras Gordas, fue trasladado al penal de máxima seguridad de Challapalca, ubicado en Tacna.
En relación con su extradición, van der Sloot ha sido solicitado por los Estados Unidos en conexión con la desaparición de Natalee Holloway. En 2012, un acuerdo entre Perú y Estados Unidos permitió que Joran van der Sloot cumpliera su condena en Perú (por el asesinato de Stephany Flores) antes de ser extraditado a los Estados Unidos para enfrentar cargos relacionados con Holloway. Sin embargo, su extradición aún no ha ocurrido debido a que van der Sloot sigue cumpliendo su sentencia en Perú.
Recientemente, en 2023, se reportó que la extradición a los Estados Unidos podría estar más cerca, una vez que complete su condena en Perú, aunque las fechas exactas aún no se han definido. Van der Sloot continúa siendo una figura controvertida debido a su implicación en ambos casos, y la atención pública sigue siendo alta respecto a su futuro judicial.

### Estudios
Ingresó a la Universidad Alas Peruanas para estudiar a distancia la carrera de Negocios Internacionales, desde la cárcel. Su abogado, Máximo Altez, indicó que el estudiar Negocios Internacionales ayudará al extranjero a solicitar la libertad condicional antes de cumplir su condena.

## Vida personal
El 4 de julio de 2014, Van der Sloot se casó con la peruana Leydi Figueroa, a la que conoció estando en prisión. Estaba embarazada de siete meses en aquel momento. 
El 28 de septiembre de 2014, Figueroa dio a luz a 1 hija: Dushy van der Sloot.